# Абрамо Альбіні
Абрамо Альбіні (італ. Abramo Albini, 29 січня 1948) — італійський академічний веслувальник.
Бронзовий призер Олімпійських Ігор 1968 року в складі розпашної четвірки без стернового, учасник 1972 року.